# Dejan Stefanović
Dejan Stefanović (*Niš, Serbia, 28 de octubre de 1974), futbolista serbio. Juega de defensa y su primer equipo fue Estrella Roja de Belgrado.

## Selección nacional
Ha sido internacional con la Selección de fútbol de Serbia, ha jugado 20 partidos internacionales.

## Clubes
| Club                      | País         | Año       |
| ------------------------- | ------------ | --------- |
| Estrella Roja de Belgrado | Yugoslavia   | 1992-1995 |
| Sheffield Wednesday       | Inglaterra   | 1995-1999 |
| Vitesse Arnhem            | Países Bajos | 1999-2003 |
| Portsmouth FC             | Inglaterra   | 2003-2007 |
| Fulham FC                 | Inglaterra   | 2007-2008 |
| Norwich City              | Inglaterra   | 2008-2009 |

- Datos: Q555705